# Rencontres musicales de Saint-Guilhem-le-Désert
 (février 2023).
Si vous disposez d'ouvrages ou d'articles de référence ou si vous connaissez des sites web de qualité traitant du thème abordé ici, merci de compléter l'article en donnant les références utiles à sa vérifiabilité et en les liant à la section « Notes et références ».
Les Rencontres musicales de Saint-Guilhem-le-Désert, ont été créées en 1998. Elles ont connu un temps d’arrêt en 2002 et 2003 pour reprendre en 2004 dans la Chapelle des Pénitents à Aniane.
L'association Le Désert imaginaire, qui organise les Rencontres musicales de Saint-Guilhem-le-Désert, a été créée en 1986 dans le but de contribuer à la vie culturelle du village de Saint-Guilhem-le-Désert dans l'arrière-pays héraultais. 
Elle organise des manifestations tout au long de l'année qui permettent la mise en valeur de l'ancienne Chapelle des Pénitents à Aniane et l'abbaye de Saint-Guilhem-le-Désert, lieux où se déroulent les concerts.